# Thelyphonidae
Thelyphonidae vormt een familie binnen de orde der zweepschorpioenen (Uropygi).

## Leefwijze
Deze nachtactieve dieren kruipen overdag weg in ondergrondse holletjes. Als ze bedreigd worden, spuiten ze een bijtend zuur wel 60 cm ver, maar ze kunnen ook gevoelig knijpen met hun palpen. Ze hebben geen gifstekel. De lichaamslengte (zonder staart) bedraagt maximaal 7,5 cm.

## Verspreiding en leefgebied
Deze familie komt voor in Noord- en Zuid-Amerika, in de strooisellaag, onder stenen en rottend hout.